# Lukas Neidhart

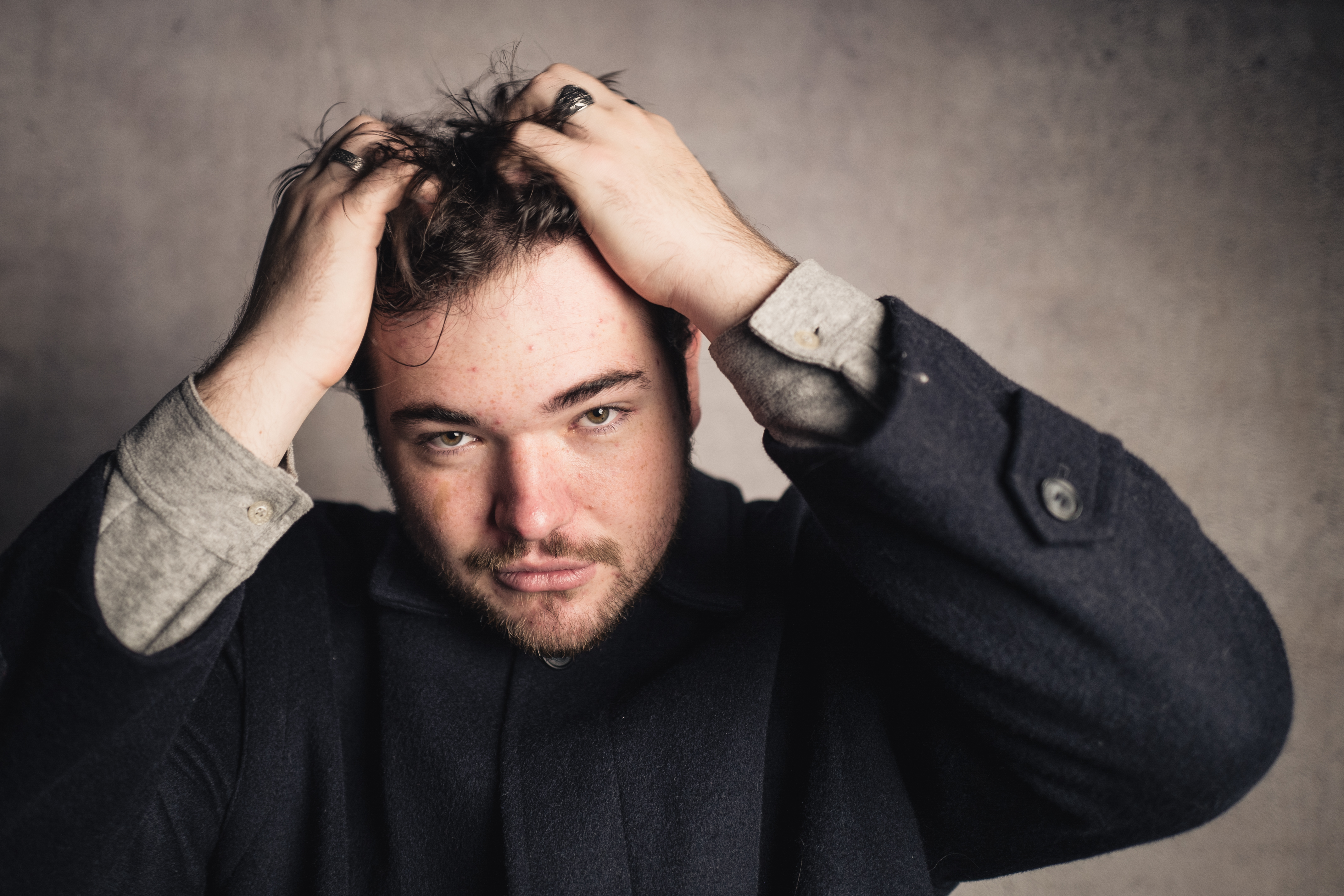
Lukas Neidhart (2022)

Lukas Paul Neidhart (* 22. Dezember 2001) ist ein deutscher Schauspieler.

## Leben
Lukas Paul Neidhart wuchs als Einzelkind im Raum Darmstadt auf.
Bereits 2015 gehörte er zum Ensemble des Olebachtheaters und spielte so mit 14 Jahren seine erste Rolle. Von 2015 bis 2020 trat er mehr als 50 mal in fünf verschiedenen Stücken auf. 2015 wirkte er in dem Stück „Liebeslust und Wasserschaden“ mit, 2016 in dem Stück „Und ewig rauschen die Gelder“, 2017 in dem Stück „Die Balkon-Szene“, 2018 in „Künstlerpech“, 2019 in „Bubblegum und Brillanten“ und 2020 in den Vorbereitungen, bis durch SARS-CoV-2 diese zum Großteil ausfielen.
Im Jahr 2020 belegte Lukas Neidhart eine Nebenrolle und erste Kinofilm-Rolle an der Seite des Oscar-nominierten Schauspielers Willem Dafoe im Thriller „Inside“ (Regie: Vasilis Katsoupis). Im gleichen Jahr besetzte er die Hauptfigur „Andrew“ in der Prime Video Serie „Dancing in the shadow“ (Regie: Mikael Kuetche). 
Im darauffolgenden Jahr spielte er in der Serie „Encounters Season One“ eine Episodenrolle. Zusätzlich wurden mehrere Kurzfilme, in denen er Haupt- und Nebenrollen besetzte, auf Filmfestivals in Deutschland vorgestellt (Filmfest München, Internationale Filmfestspiele Berlin, Hochschulfilmfest Kassel, Filmfest Frankfurt).
Im Jahr 2022 begann Lukas Neidhart eine Schauspielausbildung in Santa Monica, L.A., in dem „Baron-Brown Studio school of dramatic arts“, unterrichtet von Schauspieler und Schauspiel-Coach D.W. Brown.

## Filmographie (Auswahl)

### Kino
- 2020: Inside
- 2020: Dancing in the shadow
- 2021: Encounters Season One